# Telenet-Fidea/Saison 2013
Dieser Artikel listet Erfolge und Fahrer des belgischen Radsportteams Telenet-Fidea in der Saison 2013 auf.

## Erfolge im Cyclocross 2012/2013
| Datum        | Rennen                                                             | Fahrer           |
| ------------ | ------------------------------------------------------------------ | ---------------- |
| 22. Dezember | bpost bank Trofee - Grote Prijs Rouwmoer, Essen (U23)              | Corné van Kessel |
| 28. Dezember | bpost bank Trofee - Azencross, Wuustwezel-Loenhout (U23)           | Corné van Kessel |
| 3. Januar    | Internationale Centrumcross van Surhuisterveen, Surhuisterveen     | Rob Peeters      |
| 19. Januar   | Kasteelcross Zonnebeke, Zonnebeke                                  | Tom Meeusen      |
| 6. Februar   | Parkcross Maldegem, Maldegem                                       | Bart Wellens     |
| 24. Februar  | bpost bank Trofee - Internationale Sluitingsprijs, Oostmalle (U23) | Wout van Aert    |

## Zugänge – Abgänge
| Zugänge                     | Team 2012 | Abgänge        | Team 2013                     |
| --------------------------- | --------- | -------------- | ----------------------------- |
| Daan Soete                  | Neoprofi  | Daniel Peeters | Ventilair-Steria Cycling Team |
| Wout van Aert               | Neoprofi  | Arnaud Grand   | BMC Development Team          |
| Toon Aerts (ab 14. Oktober) | Neoprofi  |                |                               |

## Mannschaft
| Name               | Geburtstag         | Nationalität |
| ------------------ | ------------------ | ------------ |
| Joeri Adams        | 15. Oktober 1989   | Belgien      |
| Toon Aerts         | 19. Oktober 1993   | Belgien      |
| Thijs Al           | 16. Juni 1980      | Niederlande  |
| Arnaud Jouffroy    | 21. Februar 1990   | Frankreich   |
| Corné van Kessel   | 7. August 1991     | Niederlande  |
| Tom Meeusen        | 7. November 1988   | Belgien      |
| Rob Peeters        | 2. Juli 1985       | Belgien      |
| Daan Soete         | 19. Dezember 1994  | Belgien      |
| Wout van Aert      | 15. September 1994 | Belgien      |
| Jens Vandekinderen | 30. April 1993     | Belgien      |
| Bart Wellens       | 10. August 1978    | Belgien      |